# 源安
源 安（みなもと の やすし）は、平安時代初期の貴族。嵯峨天皇の皇子。官位は従四位上・備中守。

## 経歴
仁明朝の承和12年（845年）无位から従四位上に直叙。嘉祥3年（850年）備中守、嘉祥4年（851年）出居侍従に任ぜられる。
仁寿3年（853年）4月18日卒去。享年32。最終官位は備中守従四位上。

## 人物
文書作成は面倒がったが、射芸を好んだという。

## 官歴
『六国史』による。
- 承和12年（845年） 正月7日：従四位上（直叙）
- 嘉祥3年（850年） 正月15日：備中守
- 嘉祥4年（851年） 4月1日：出居侍従
- 仁寿3年（853年） 4月18日：卒去（備中守従四位上）

## 系譜
『尊卑分脈』による。
- 父：嵯峨天皇
- 母：粟田氏娘
- 妻：不詳
  - 男子：源来